# Notyáj
Notyáj (régi magyar nevén: Bitva; szerbül: Ноћај / Noćaj) falu Szerbiában, a Vajdaságban, a Szerémségi körzetben.

## Fekvése
Szávaszentdemetertől 10 km-re délnyugatra, a Szávától délre, Macsva régióban fekszik.

## Története
A Szávaszentdemeternél, a Szávába torkolló Bitva folyó mellett állt Bitva vára. Ez a Macsói Bánsághoz tartozó királyi vár volt, először 1336-ban említik. 1381-ben Lázár szerb fejedelem kezén volt. 1386-ban Mária királynő hívei elfoglalták Horváti Lászlótól. 1426-ban már biztosan nem állt. Bizonyosan azonos a Notyáj melletti Cesjuska Bitva holtágnál dombtetőn levő rommal.

## Népesség
A falunak 2002-ben 2120 lakosából 2098 fő szerb volt.